# Дронова, Нона Дмитриевна
Но́на Дми́триевна Дро́нова (26 ноября 1960, Москва) — российский ювелир, специалист в области оценки драгоценных камней и ювелирных изделий, доктор наук, кандидат геолого-минералогических наук.

## Биография
В 1981 году окончила с отличием ювелирное отделение Московской школы художественных ремесел (МШХР). После защиты дипломной работы была приглашена преподавать специальную технологию ювелирного дела, материаловедение, эстетику и историю народных художественных промыслов в МШХР на ювелирном отделении.
В 1982 году поступила на вечернее отделение Московского геологоразведочного института им. Серго Орджоникидзе, на отделение «Технологическая минералогия алмазов, цветных драгоценных камней и ювелирных изделий».
В 1988 году Н. Дронова поступила в целевую аспирантуру Московской государственной геологоразведочной академии, которую успешно закончила в 1991 году, получив ученую степень кандидата геолого-минералогических наук. Тема диссертации «Изменение окраски алмазов при их обработке в бриллианты». Объектом исследований являлись алмазы с различными качественными и цветовыми характеристиками одного из месторождений Якутии и полученные из них бриллианты. Проведенные исследования легли в основу современных подходов к оценке и классификации алмазного сырья и бриллиантов.
С 1988 года по приглашению профессора, доктора геолого-минелогических наук Д. А. Минеева работала доцентом на кафедре минералогии и геохимии Московского геологоразведочного института, где преподает дисциплины «Основы ювелирного производства», «Классификация драгоценных камней», «Сертификация ювелирных камней и ювелирных изделий», «Введение в геммологию», «Коммерческая геммология» и др.
Является автором первой опубликованной в России «Методики оценки ювелирных изделий с драгоценными, полудрагоценными и поделочными камнями», изданной Международной академией информатизации. Методика прошла апробацию на курсах повышения квалификации геммологов в МГГа, на курсах ИПК «Ювелир», получила положительные отзывы Роскомдрагмета, Государственной таможенной лаборатории, Российской пробирной палаты, МП «Русский ювелир», АО «Центр-ювелир». Методика оценки драгоценных камней и ювелирных изделий, разработанная Н. Д. Дроновой внедрена в практику в качестве официального документа Торгово-промышленной палатой России. В 1996 году Дроновой Н. Д. был издан справочник-энциклопедия «Ювелирные изделия», в котором впервые были опубликованы рыночные подходы к оценке ювелирных изделий и драгоценных камней. До публикации этой книги материалы, освещающие особенности торговли драгоценными камнями в открытой печати даже не обсуждались. В советское время эта тематика была закрытой. Справочник -энциклопедия включал в себя классификацию, описание и оценку ювелирных материалов.
В 1999 году защитила докторскую диссертацию в совете Московского государственного горного университета по организации ювелирного бизнеса в России. Разработала методику оценки использования ювелирного сырья.
Автор более 60 научных разработок, опубликованных научных работ и статей, эксперт журнала «Ювелир» (1996), обозреватель журнала «Ювелирное обозрение» (1998). С 2000 года член редакционного совета журнала «Драгоценные металлы. Драгоценные камни».
В 1999 году в издательстве «Дело» Академии народного хозяйства при Правительстве Российской Федерации было издано учебное пособие «Оценка рыночной стоимости ювелирных изделий и драгоценных камней», которое было рекомендовано отраслевой секцией Учебно-методического объединения вузов по образованию в области производственного менеджмента, а также отраслевой секцией Учебно-методического объединения по геологическим специальностям в инженерно-технических вузах по направлениям «Экономика», «Менеджмент» и специализации «геммология». 
В 1999, 2000, 2001 годах была избрана членом жюри Международного конкурса «Лучшее ювелирное украшение года».
В 2001 году назначена Председателем Подкомитета по оценочной деятельности Торгово-промышленной палаты РФ. В 2001 году включена в список судей третейского суда для разрешения экономических споров при Торгово-промышленной палате РФ.
В 2003 году в составе авторского коллектива участвовала в создании учебника для студентов, обучающихся по специальности 351100 «Товароведение и экспертиза товаров в сфере производства и обращения непродовольственных товаров и сырья». Учебник был рекомендован для издания ученым советом Российской экономической академии имени Г. В. Плеханова, где Дронова Н. Д. с 2000 по 2008 год работала профессором на кафедре товароведения. С 2001 года член диссертационного совета Д 446.004.04 05 при ГОУ ВПО «Российский государственный торгово-экономический университет»
В 2005 году Дроновой Н. Д. под руководством профессора Рутгайзера В. М. разработаны методические рекомендации по составлению отчета по оценке рыночной стоимости минерального сырья. Данные методические рекомендации были внедрены в учебный процесс в Международной академии оценки и консалтинга, Российского общества оценщиков и в деятельность комитета по оценочной деятельности Торгово-промышленной палаты Российской Федерации. С 2000 года Дронова Н. Д. работает профессором в Международной академии оценки и консалтинга.
С 2003 года председатель коллегии экспертов по сертификации и оценке ювелирных изделий созданной при Научном центре по сертификации и оценке.
С 2002 года член Союза художников России.
С 2007 года председатель жюри международной ювелирной выставки «Золото летней столицы» (г. Сочи).
В 2009 году избрана членом жюри национального конкурса ювелирного искусства «Ювелиры — XXI веку» на приз Гохрана России.
С 2008 года работает профессором кафедры ювелирного искусства в московском филиале Высшей школы народных искусств.
В 2009 году Дроновой Н. Д. был создан энциклопедический справочник «Ювелирный бизнес». В книге объясняются более 2 тысяч терминов, используемых на мировом ювелирном рынке. Для полноты изложения приводятся также торговые названия природных и синтетических камней. Термины сформированы по отдельным темам: ювелирный и бриллиантовый бизнес, обработка цветных камней и бриллиантов, месторождения и добыча ювелирных камней и драгоценных металлов, производство ювелирных изделий, диагностика драгоценных камней, оценка рыночной стоимости ювелирных изделий, стили и дизайн в ювелирной моде. Справочник был издан в ФГУП Издательстве «Известия» Управления делами Президента Российской Федерации.
Активно участвует в программах повышения квалификации работников ювелирной отрасли. Преподаватель учебного центра выставочного объединения отраслевого медиа-холдинга РЕСТЭК JUNWEX.
Член докторского совета по защитам диссертаций. В 2019 году создала авторскую коллекцию из серебра для женщин LIBERI. 
Главный редактор интернет-журнала SUNMAG.
В сентябре 2020 года Нона Дронова была членом жюри Международного конкурса молодых дизайнеров конкурса JEWELRY STAR design. 
Сын Дронов Дмитрий Сергеевич (род. 1984), член Союза художников России, кандидат педагогических наук, в 2009 году защитил кандидатскую диссертацию в совете Учреждения Российской академии образования «Институт художественного образования» на тему «Современная педагогическая модель профессионального образования студентов в области ювелирного искусства».

## Основныемонографии
- Дронова Н. Д. Ювелирные изделия, М.:Ювелир, 1996
- Дронова Н. Д. Методика оценки рыночной стоимости камнесамоцветного сырья и ограненных вставок. М.:Драгоценные металлы. Драгоценные камни, 1999, 75с.
- Дронова Н. Д., Аккалаева Р. Х. Оценка рыночной стоимости ювелирных изделий. М.: МАОК, 2004, 158 с.

## Учебники и учебные пособия
- Дронова Н. Д. Оценка рыночной стоимости драгоценных камней и ювелирных изделий — М.: Дело, 2001 г, 295 с.
- Дронова Н. Д., Аккалаева Р. Х. Оценка рыночной стоимости ювелирных изделий. М.: МАОК, 2004, 158 с.
- Дронова Н. Д. Основы маркетинга ювелирного предприятия. М.: МГГА, Учебное пособие для дистанционного обучения, М.:2001, 16 с.
- Дронова Н. Д. Сертификация и оценка ювелирных изделий. М.: МГГУ.2003.
- Дронова Н. Д. Управление качеством ювелирных производств. М.: МГГУ.2003
- Дронова Н. Д. Оценка рыночной стоимости ювелирного сырья. М.: МАОК, 2003, .
- Дронова Н. Д., Кузьмина И. Е. Характеристика и оценка алмазного сырья. М.: МГГУ, 2004, 74 с.
- Дронова Н. Д. , Кузьмина И. Е. Основы маркетинга ювелирного предприятия, М.: МГГУ, 2004, 62 с.
- Дронова Н. Д. Сертификация услуг по оценке ювелирного сырья, ограненных вставок и ювелирных изделий М.: Научный центр по сертификации и оценке, 2006
- Дронова Н. Д. Товароведческая экспертиза ювелирных изделий. М: Научный центр по сертификации и оценке, 2008.
- Дронова Н. Д. Что надо знать эксперту по ювелирных камням М.: Научный центр по сертификации и оценке, 2006
- Дронова Н. Д. Что надо знать оценщику ювелирных изделий М.: Научный центр по сертификации и оценке, 2007
- Дронова Н. Д. Что надо знать продавцу ювелирных изделий М.: Научный центр по сертификации и оценке, 2005
- Дронова Н. Д. Что надо знать об успехе на ювелирном рынке М.: Научный центр по сертификации и оценке, 2005
- Дронова Н. Д. Ювелирный бизнес М.: «Известия», 2009